# Classic Loire Atlantique
La Classic Loire Atlantique è una corsa in linea maschile di ciclismo su strada che si svolge nel dipartimento della Loira Atlantica, in Francia, ogni anno in marzo. Dal 2005 fa parte del calendario dell'UCI Europe Tour nella classe 1.1.

## Albo d'oro
Aggiornato all'edizione 2024.
| Anno | Vincitore                             | Secondo                               | Terzo                                 |
| ---- | ------------------------------------- | ------------------------------------- | ------------------------------------- |
| 2000 | Frédéric Delalande                    | Emmanuel Mallet                       | Gilles Canouet                        |
| 2001 | Nicolas L'Hôte                        | Erki Pütsep                           | Jonathan Dayus                        |
| 2002 | Rune Jogert                           | Ludovic Rousselot                     | Lloyd Mondory                         |
| 2003 | Thomas Voeckler                       | Anthony Charteau                      | Sébastien Hinault                     |
| 2004 | Erki Pütsep                           | Denis Robin                           | Franck Pencolé                        |
| 2005 | José Alberto Martínez                 | Alberto Benito                        | Aljaksandr Usaŭ                       |
| 2006 | Sergej Kolesnikov                     | Noan Lelarge                          | Mathieu Drujon                        |
| 2007 | Nicolas Jalabert                      | Jurij Trofimov                        | Piotr Zielinski                       |
| 2008 | Mikel Gaztañaga                       | Jimmy Casper                          | Frédéric Finot                        |
| 2009 | Cyril Bessy                           | Michael Reihs                         | David Le Lay                          |
| 2010 | Laurent Mangel                        | Renaud Dion                           | Pierrick Fédrigo                      |
| 2011 | Lieuwe Westra                         | Bert Scheirlinckx                     | Yohan Cauquil                         |
| 2012 | Florian Vachon                        | Mirko Selvaggi                        | Sébastien Delfosse                    |
| 2013 | Edwig Cammaerts                       | Jaŭhen Hutarovič                      | Laurent Pichon                        |
| 2014 | Alexis Gougeard                       | Kenneth Vanbilsen                     | Wesley Kreder                         |
| 2015 | Alexis Gougeard                       | Marco Marcato                         | Anthony Delaplace                     |
| 2016 | Anthony Turgis                        | Loïc Chetout                          | Kévin Ledanois                        |
| 2017 | Laurent Pichon                        | Thomas Boudat                         | Hugo Hofstetter                       |
| 2018 | Rasmus Quaade                         | Daniel Hoelgaard                      | Armindo Fonseca                       |
| 2019 | Rudy Barbier                          | Marc Sarreau                          | Rory Townsend                         |
| 2020 | annullata per la Pandemia di COVID-19 | annullata per la Pandemia di COVID-19 | annullata per la Pandemia di COVID-19 |
| 2021 | Alan Riou                             | Valentin Madouas                      | Dorian Godon                          |
| 2022 | Anthony Perez                         | Lewis Askey                           | Matis Louvel                          |
| 2023 | Axel Zingle                           | Laurence Pithie                       | Maikel Zijlaard                       |
| 2024 | Paul Lapeira                          | Tom Van Asbroeck                      | Emmanuel Morin                        |
| 2025 | annullata                             | annullata                             | annullata                             |